# Космос-436
Космос-436 је један од преко 2400 совјетских вјештачких сателита лансираних у оквиру програма Космос.
Космос-436 је лансиран са космодрома Плесецк, СССР, 7. септембра 1971. Ракета-носач Р-14 Чусоваја (рус. Чусовая) (8К65, НАТО ознака SS-5 Skean) са додатим степеном је поставила сателит у орбиту око планете Земље. Маса сателита при лансирању је износила 875 килограма. Космос-436 је био сателит намијењен за електронско извиђање, јављање и навођење.